# Bắn cung tại Đại hội Thể thao châu Á 2018
Bắn cung tại Đại hội Thể thao châu Á 2018 sẽ được tổ chức từ ngày 22 đến ngày 28 tháng 8 năm 2018 tại Sân bắn cung GBK ở Jakarta, Indonesia, và gồm có 8 nội dung thi đấu.

## Lịch thi đấu
Tất cả thời gian theo giờ địa phương Giờ chuẩn Tây Indonesia (UTC+7).
| Ngày       | Thời gian | Nội dung                                           |
| ---------- | --------- | -------------------------------------------------- |
| 21 tháng 8 | 8:00      | Cung một dây cá nhân nữ (Vòng xếp hạng)            |
| 21 tháng 8 | 13:15     | Cung một dây cá nhân nam (Vòng xếp hạng)           |
| 22 tháng 8 | 8:30      | Cung một dây cá nhân nữ (Vòng xếp hạng)            |
| 22 tháng 8 | 13:25     | Cung một dây cá nhân nam (Vòng xếp hạng)           |
| 23 tháng 8 | 8:10      | Cung một dây cá nhân nữ (Vòng loại)                |
| 23 tháng 8 | 8:50      | Cung một dây cá nhân nam (Vòng loại)               |
| 24 tháng 8 | 8:10      | Cung ba dây đồng đội đôi nam nữ (Vòng loại)        |
| 24 tháng 8 | 10:10     | Cung một dây đồng đội đôi nam nữ (Vòng loại)       |
| 25 tháng 8 | 8:10      | Cung một dây đồng đội nữ (Vòng loại)               |
| 25 tháng 8 | 8:55      | Cung một dây đồng đội nam (Vòng loại)              |
| 26 tháng 8 | 8:10      | Cung ba dây đồng đội nữ (Vòng loại)                |
| 26 tháng 8 | 9:40      | Cung ba dây đồng đội nam (Vòng loại)               |
| 27 tháng 8 | 9:30      | Cung một dây đồng đội nữ (Vòng huy chương)         |
| 27 tháng 8 | 10:00     | Cung một dây đồng đội nam (Vòng huy chương)        |
| 27 tháng 8 | 13:00     | Cung một dây đồng đội đôi nam nữ (Vòng huy chương) |
| 27 tháng 8 | 14:00     | Cung ba dây đồng đội đôi nam nữ (Vòng huy chương)  |
| 28 tháng 8 | 9:30      | Cung một dây cá nhân nữ (Vòng huy chương)          |
| 28 tháng 8 | 9:50      | Cung một dây cá nhân nam (Vòng huy chương)         |
| 28 tháng 8 | 12:20     | Cung ba dây đồng đội nữ (Vòng huy chương)          |
| 28 tháng 8 | 13:20     | Cung ba dây đồng đội nam (Vòng huy chương)         |

## Địa điểm
| Jakarta          |
| ---------------- |
| Sân bắn cung GBK |
| Sức chứa: 256    |
| Sân bắn cung GBK |

## Tóm tắt huy chương

### Bảng huy chương
| Hạng               | Đoàn                    | Vàng | Bạc | Đồng | Tổng số |
| ------------------ | ----------------------- | ---- | --- | ---- | ------- |
| 1                  | Hàn Quốc (KOR)          | 4    | 3   | 1    | 8       |
| 2                  | Đài Bắc Trung Hoa (TPE) | 2    | 1   | 1    | 4       |
| 3                  | Trung Quốc (CHN)        | 1    | 0   | 2    | 3       |
| 4                  | Nhật Bản (JPN)          | 1    | 0   | 1    | 2       |
| 5                  | Ấn Độ (IND)             | 0    | 2   | 0    | 2       |
| 6                  | Indonesia (INA)         | 0    | 1   | 1    | 2       |
| 7                  | CHDCND Triều Tiên (PRK) | 0    | 1   | 0    | 1       |
| 8                  | Iran (IRI)              | 0    | 0   | 1    | 1       |
| 8                  | Malaysia (MAS)          | 0    | 0   | 1    | 1       |
| Tổng số (9 đơn vị) | Tổng số (9 đơn vị)      | 8    | 8   | 8    | 24      |

### Danh sách huy chương

#### Cung một dây
| Nội dung            | Vàng                                                            | Bạc                                                           | Đồng                                                     |
| ------------------- | --------------------------------------------------------------- | ------------------------------------------------------------- | -------------------------------------------------------- |
| Cá nhân nam         | Hàn Quốc · Kim Woo-jin                                          | Hàn Quốc · Lee Woo-seok                                       | Indonesia · Riau Ega Agatha                              |
| Đồng đội nam        | Đài Bắc Trung Hoa · Lỗ Vỹ Dân · Đường Chí Xuân · Ngụy Xuân Hằng | Hàn Quốc · Kim Woo-jin · Lee Woo-seok · Oh Jin-hyek           | Trung Quốc · Lý Gia Luân · Tôn Toàn · Từ Thiên Vũ        |
| Cá nhân nữ          | Trung Quốc · Trương Tân Yên                                     | Indonesia · Diananda Choirunisa                               | Hàn Quốc · Kang Chae-young                               |
| Đồng đội nữ         | Hàn Quốc · Chang Hye-jin · Kang Chae-young · Lee Eun-gyeong     | Đài Bắc Trung Hoa · Lê Kiến Anh · Bành Gia Mao · Đàm Nhã Đình | Nhật Bản · Kato Ayano · Kawanaka Kaori · Sugimoto Tomomi |
| Đồng đội đôi nam nữ | Nhật Bản · Furukawa Takaharu · Sugimoto Tomomi                  | CHDCND Triều Tiên · Pak Yong-won · Kang Un-ju                 | Trung Quốc · Từ Thiên Vũ · Trương Tân Yên                |

#### Cung ba dây
| Nội dung            | Vàng                                                  | Bạc                                                             | Đồng                                                             |
| ------------------- | ----------------------------------------------------- | --------------------------------------------------------------- | ---------------------------------------------------------------- |
| Đồng đội nam        | Hàn Quốc · Choi Yong-hee · Hong Sung-ho · Kim Jong-ho | Ấn Độ · Abhishek Verma · Aman Saini · Rajat Chauhan             | Malaysia · Alang Ariff Aqil · Lee Kin Lip · Mohd Juwaidi Mazuki  |
| Đồng đội nữ         | Hàn Quốc · Choi Bo-min · So Chae-won · Song Yun-soo   | Ấn Độ · Jyothi Surekha Vennam · Madhumita Kumari · Muskan Kirar | Đài Bắc Trung Hoa · Trần Lệ Du · Trần Nghị Hoàn · Lâm Minh Chính |
| Đồng đội đôi nam nữ | Đài Bắc Trung Hoa · Phan Vũ Bình · Trần Nghị Hoàn     | Hàn Quốc · Kim Jong-ho · So Chae-won                            | Iran · Nima Mahboubi Matbooe · Fereshteh Ghorbani                |

## Các quốc gia đang tham gia
- Bangladesh (13)
- Bhutan (8)
- Trung Quốc (8)
- Đài Bắc Trung Hoa (16)
- Hồng Kông (8)
- Ấn Độ (16)
- Indonesia (16)
- Iran (14)
- Iraq (2)
- Nhật Bản (8)
- Kazakhstan (16)
- Kyrgyzstan (5)
- Lào (6)
- Malaysia (16)
- Mông Cổ (14)
- Myanmar (6)
- Nepal (5)
- CHDCND Triều Tiên (7)
- Pakistan (8)
- Philippines (5)
- Qatar (7)
- Ả Rập Xê Út (3)
- Singapore (9)
- Hàn Quốc (16)
- Sri Lanka (2)
- Tajikistan (4)
- Thái Lan (14)
- UAE (4)
- Việt Nam (12)